# سابا بوربلي
سابا بوربلي (بالرومانية: Csaba Borbély)‏ هو لاعب كرة قدم روماني في مركز الهجوم، ولد في 5 يوليو 1980 في أوراديا في رومانيا. لعب مع بيهور أوراديا وداسيا يونييرا برايلا ونادي أسترا جورجو ونادي أوتسيلول غالاتسي ونادي حطين ونادي فيرينتسفاروشي ويونيفرسيتاتيا كرايوفا.

## وصلات خارجية
- سابا بوربلي على موقع قاعدة بيانات كرة القدم.إي يو (الإنجليزية)
- سابا بوربلي على موقع Soccerway.com (الإنجليزية)